# Claudia Bobocea
Claudia Mihaela Bobocea, née le 11 juin 1992 à Bucarest (Roumanie), est une athlète roumaine spécialiste du demi-fond. Elle remporte sa première médaille internationale en 2023 sur le 1 500 m aux championnats d'Europe en salle.

## Carrière
Claudia Bobocea remporte la médaille d'argent du 1 500 m aux championnats d'Europe en salle 2023 en 4 min 3 s 76, nouveau record personnel, juste derrière la Britannique Laura Muir.

## Résultats
| Date | Compétition                    | Lieu         | Place | Course      | Temps          |
| ---- | ------------------------------ | ------------ | ----- | ----------- | -------------- |
| 2013 | Championnats d'Europe espoirs  | Tampere      | 9e    | 1 500 m     | 4 min 20 s 39  |
| 2013 | Championnats des Balkans       | Stara Zagora | 6e    | 1 500 m     | 4 min 23 a 14  |
| 2014 | Relais mondiaux                | Nassau       | 6e    | 4 x 800 m   | 8 min 23 s 12  |
| 2014 | Relais mondiaux                | Nassau       | 4e    | 4 x 1 500 m | 17 min 51 s 48 |
| 2015 | Universiade                    | Gwangju      | 12e   | 1 500 m     | 4 min 31 s 27  |
| 2017 | Universiade                    | Taipei       | 11e   | 1 500 m     | 4 min 22 s 85  |
| 2018 | Championnats du monde en salle | Birmingham   | 13e   | 3 000 m     | 9 min 23 s 70  |
| 2019 | Championnats d'Europe en salle | Glasgow      | 6e    | 1 500 m     | 4 min 13 s 40  |
| 2021 | Championnats d'Europe          | Munich       | 11e   | 1 500 m     | 4 min 07 s 74  |
| 2021 | Championnats du monde en salle | Belgrade     | 9e    | 1 500 m     | 4 min 09 s 64  |
| 2023 | Championnats d'Europe en salle | Istanbul     | 2e    | 1 500 m     | 4 min 03 s 76  |
| 2023 | Jeux européens                 | Chorzów      | 1re   | 1 500 m     | 4 min 8 s 68   |